# Veuve Clicquot Ponsardin
Veuve Clicquot Ponsardin IPA: [vœv kliko pɔ̃saʁdɛ̃] è una delle più grandi case produttrici di champagne (maison) del mondo con sede a Reims, nella regione Champagne-Ardenne.
Fondata nel 1772 da Philippe Clicquot-Muiron, ha svolto un ruolo fondamentale nell'affermazione dello champagne come uno dei vini preferiti negli ambienti dell'alta borghesia e della nobiltà europee.

## Storia

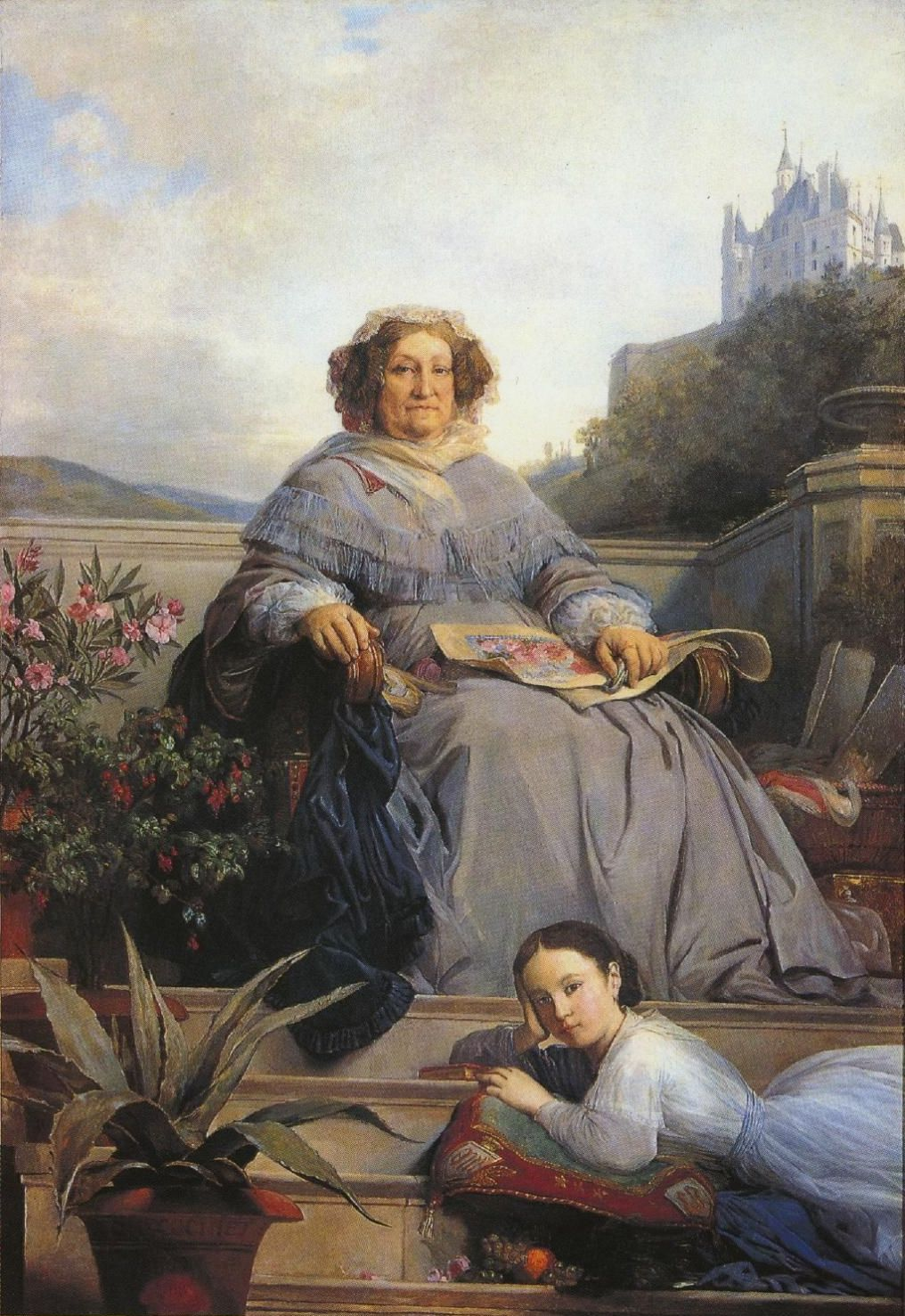
Ritratto di Madame Clicquot e della sua pronipote Anne de Rochechouart-Mortemart di Léon Cogniet.

Nato in una famiglia di banchieri e mercanti tessili, proprietario di numerosi vigneti, nel 1772 Philippe Clicquot decise di aprire un négoce de vin con l'insegna Clicquot, a complemento degli altri affari della famiglia Clicquot. Fedele al suo intento di espandere la nuova attività "al di là di tutti i confini", la prima consegna in assoluto della Maison venne effettuata a Venezia.
Nel 1775, la Maison effettuò la prima spedizione di Champagne Rosé, mentre nel 1780 una selezione dei suoi vini fu spedita per la prima volta a Mosca.
Nel 1798, Philippe Clicquot fece entrare in azienda il figlio François. Da poco sposato con Barbe-Nicole Ponsardin, François Clicquot era determinato ad ampliare l'attività e, nel 1801, assunse Louis Bohne come commesso viaggiatore. Bohne iniziò a viaggiare in Inghilterra e nei Paesi Bassi, perlustrando poi Germania, Austria, Ungheria e Italia.
La prematura morte di François Clicquot nel 1805, lasciò Madame Clicquot Ponsardin vedova alla giovane età di 27 anni. Intelligente, piena di risorse ed energica, la Veuve (vedova) Clicquot era una donna determinata, con il coraggio necessario ad affrontare quella sfida. Assunse la gestione della proprietà di famiglia e divenne una delle prime donne imprenditrici dei tempi moderni. Louis Bohne divenne il suo braccio destro. Quell'anno furono spedite 110 000 bottiglie, di cui 25 000 in Russia.
Nel 1810, Madame Clicquot manifestò ancora una volta il suo spirito innovativo, producendo il primo champagne millesimato della regione della Champagne. Nel 1811, una vendemmia eccezionale (attribuita al passaggio di una cometa nel cielo della Champagne) favorì un'annata straordinaria.
Continuando a dimostrare grande audacia e un formidabile acume negli affari, Madame Clicquot sfidò il blocco continentale che paralizzava l'Europa dell'epoca e, nel 1814, riuscì a consegnare i suoi vini a San Pietroburgo. Lo Champagne fu accolto con enorme successo e creò grande fermento nell'aristocrazia russa.
L'evento segnò l'inizio di un fulmineo successo e la Maison continuò a crescere. La presenza di Madame Clicquot nella regione era così forte che ben presto divenne famosa presso gli altri operatori del settore vinicolo con l'appellativo di La Grande Dame de la Champagne. Gli ordini affluivano da ogni dove con un anno di anticipo e la Maison non riusciva sempre a tenere il passo con la domanda.
Grazie al suo notevole intuito, Madame Clicquot acquistò diversi appezzamenti di terra, oggi classificati come Grand Cru. Controllava la qualità delle cuvée di persona e i suoi registri di cantina testimoniano la sua straordinaria competenza.
Da sempre una vera perfezionista, nel 1816 inventò la prima table de remuage, una tavola che inclina le bottiglie, facendo gradualmente scivolare i sedimenti verso il collo della bottiglia, rendendo così lo Champagne limpido e notevolmente più nobile.
Nel 1963 la Veuve Clicquot Ponsardin divenne una società a responsabilità limitata, quotata in Borsa (Borsa dei Cambi francese).
Nel 1986 Veuve Clicquot è entrata a far parte del gruppo Louis Vuitton; l'anno successivo verrà fondata la Louis Vuitton Moët Hennessy S.A. (LVMH).

## Comunicazione
Quando Philippe Clicquot iniziò a produrre champagne, vendeva semplicemente "vino champagne". Non c'erano etichette sulle bottiglie. Il primo marchio che usò risale al 1798. Porta le iniziali "C.M. & F." come "Clicquot-Muiron et Fils". Le iniziali erano incastonate nel disegno di un'ancora marina, come simbolo universale di speranza, inciso sul tappo. Nel 1814, Louis Bohne chiese a Madame Clicquot di "far stampare un bel disegno ornamentale". Nel 1895 fu coperto con un'ulteriore gabbia metallica liscia, verniciata o lucidata, recante il logo dell'ancora e le iniziali V.C.P. Nel 1899 fu aggiunta al collo della bottiglia una fascetta di carta bianca o gialla, a seconda della qualità del vino.

### Etichetta gialla
L'etichetta gialla iniziò ad apparire sulle bottiglie nel 1876. La comparsa dell'etichetta gialla ha coinciso con la crescente preferenza per lo champagne contenente meno zucchero. Nel 1897 l'etichetta gialla fu scelta per lo champagne "brut".

## Certificazioni
Veuve Clicquot ha ottenuto la certificazione ISO 22000 (qualità e sicurezza alimentare) nel luglio del 2008 e la certificazione ISO 14001 nel 2004 (rinnovata nel 2007).